# Teodor Wielogłowski
Teodor Wielogłowski herbu Starykoń – podczaszy bracławski w 1780 roku, podczaszy wiski w 1753 roku, towarzysz znaku pancernego Jego Królewskiej Mości i członek konfederacji barskiej w 1769 roku.
W 1764 roku był posłem księskim na sejm elekcyjny.